# Sint-Annakerk (Genua)
De Sint-Annakerk (Italiaans: Chiesa di Sant'Anna) is een rooms-katholieke kerk in de buurt Castelletto in de Italiaanse stad Genua. De kerk en het nabijgelegen klooster zijn gebouwd in de periode 1584-1616 als eerste stichting buiten Spanje van de religieuze orde van de Ongeschoeide Karmelieten, die zich hielden aan de hervorming van Theresia van Avila en Johannes van het Kruis die ongeveer twintig jaar eerder plaatsvond.
De kerk werd gebouwd in een gebied dat destijds buiten de stadsmuren lag, op de plaats waar een kapel stond die gewijd was aan de heilige Anna, moeder van Maria, langs de route die vanaf een stadspoort de bergkam van het Bacherniagebergte opging, richting de Apennijnen en de Povlakte. Tegenwoordig ligt de kerk op het Piazza Sant'Anna, een plein in de binnenstad geplaveid met traditionele kiezels en bakstenen en omgeven door hoge platanen.
Rond 1650, kort na de stichting van het klooster, werd daar een apotheek geopend, die nog steeds actief is als Antica Farmacia Sant'Anna, tegenwoordig de oudste winkel in Genua.

## Geschiedenis
In 1584 keerde pater Nicolaas van Jezus en Maria Doria samen met een groep broeders terug uit Spanje met de bedoeling een klooster te stichten in Rome. Vanwege de tegenstand van de nuntius van Paus Gregorius XIII besloot hij in zijn geboorteland, de Republiek Genua, te blijven en daar stichtte hij een klooster met de financiële hulp van de adellijke families Doria, Cattaneo, Spinola en Pallavicini.
De notariële akte van oprichting werd ondertekend op 1 december 1584, "gezien het pleidooi van de inwoners van het gebied van het kapel van Sint-Anna in Bachernia dat de kapel zou werden toegewezen aan de Ongeschoeide Karmelietenvaders". De oorspronkelijke kapel werd kort daarna afgebroken om de uitbreiding van de kerk mogelijk te maken. Het gebied werd aangeduid met Bachernia, verwijzend naar de wilde rozenstruiken die daar in overvloed groeiden. Vandaag de dag is dit bewaard gebleven in de naam Salita Bachernia, het pad (Ligurisch: creusa) dat van de Sint-Annakerk naar de Mura delle Chiappe leidt.
Kort na de stichting van het klooster werd daar een apotheek geopend, die veel patiënten aantrok.
In de jaren na de bouw van het klooster begon de bebouwing van het gebied en kreeg de buurt zijn huidige vorm met een dubbele rij huizen en villa's aan de zijkanten van de creusa, inclusief de oorspronkelijke kern van de Villa Acquarone, de huidige Villa Madre Cabrini, gelegen op enkele tientallen meters van het kerkgebouw. Vanaf de 17e eeuw werd het klooster het referentiepunt van een dorp met een groeiend aantal inwoners.
Tijdens de grote uitbreiding van het stedelijk gebied aan het einde van de 19e eeuw, werd de Corso Magenta aangelegd aan het zuiden van de klooster. Het nieuwe wegennetwerk onderbreekt weliswaar de continuïteit van de creusa die naar de Sint-Annakerk leidt, maar het stille en afgelegen karakter van het voormalig dorp bleef intact
In 1905 werd de Sant'Anna Kabelbaan gebouwd.
Vanaf 1933 waren de Sint-Annakerk en de apotheek ook bereikbaar via een privélift vanuit de toegangstunnel van de openbare Magenta-Crocco-lift, die tijdens de Tweede Wereldoorlog ook als schuilkelder werd gebruikt.
In het Sint-Annaklooster wonen nog steeds Karmelieten, die de devotionele functie van de kerk behouden.

## Exterieur
De kerk werd gebouwd volgens een eenvoudig ontwerp met een enkel een schip, zes kapellen en een platte apsis. Het exterieur behoudt het oorspronkelijke uiterlijk van de zestiende- en zeventiende-eeuwse constructie, met een gladde verticale gevel en een puntdak met steil aflopende hellingen, klokkentoren en koepels.
De architraaf van het portaal in de hoofdgevel  is versierd met een bas-reliëf in wit Carrara-marmer met de afbeelding van de Heilige Familie: van links naar rechts de heilige Jozef, Maria, het Kind, de heilige Anna de moeder van Maria en een personage gekleed in Karmelietenkleding, vermoedelijk de profeet Elia, inspirator van de Orde, die een vlammend zwaard vasthoudt. Bovenaan, op een prominente plaats, staat het wapen van de Ongeschoeide Karmelieten.

## Interieur

### Schip en kapellen
Het schip heeft een eenvoudige architectonische indeling uit de late renaissance, later verrijkt met decoratie in Genuese barokstijl. De pijlers herbergen vier imposante stucwerkbeelden van de vier Karmelieten-heiligen, die in 1837 door Giovanni Battista Garaventa werden gemaakt. Dit zijn de heilige Theresia van Avila, de heilige Johannes van het Kruis, de heilige Jozef en de profeet Elia. De fresco's op het gewelf zijn in 1882 door Santo Bertelli geschilderd.
Het schip is verfraaid met zes kapellen. Met de klok mee vanaf links:
- De kapel van de heilige Ursula, zo genoemd door de familie Doria omdat Anna Grimaldi Doria's religieuze naam Ursula was, is voorzien van een altaarstuk van Domenico Fiasella, dat het martelaarschap van Sint-Ursula afbeeldt zoals weergegeven in de Legenda aurea van Jacobus de Voragine.[10][8][9] Deze kapel herbergt ook een artistieke kerststal in Napolitaanse stijl, gemaakt door de Genuese kunstenares Silvana Giannotti en de Napolitaanse meester Marco Ferrigno, waarin de kleden van elk personage handgemaakt is van oud textiel.[2]
- De kapel van de heilige Theresia van Avila, wiens beschermheerschap in 1616 overging op de familie Doria, heeft een marmeren altaar van Tommaso Orsolino en een altaarstuk met de afbeelding van Sint Theresia gekroond door Christus van de Nederlandse kunstschilder Gerard van Honthorst, oftewel 'Gerardo delle Notti', die aan het begin van de 17e eeuw in Genua actief was.[14] Aanvankelijk werd het altaarstuk toegeschreven aan de Genuese schilder Castellino Castello. Deze toeschrijving werd al lange tijd als problematisch beschouwd,[8] totdat de definitieve toeschrijving aan Gerardo delle Notti werd bevestigd door de Galleria degli Uffizi uit Florence, die toezicht hield op de restauratie van het schilderij in 2015 ter gelegenheid van een monografische tentoonstelling over de Nederlandse meester.[15] Het gewelf van de kapel is voorzien van verfijnd stucwerk van Tommaso Orsolino en fresco's van Santo Bertelli.[2][8]
- De kapel van de Heilige Maagd Maria van de berg Karmel, de adellijke kapel van de familie Spinola,[13] is volledig herbouwd vanaf 1616 met een laatbarok altaar van Tommaso Orsolino, ondersteund door twee engelen in wit Carrara-marmer en volledig ingelegd in polychroom-marmer, een atypische afwerking in Genua.[8] Het standbeeld van de Heilige Maagd Maria van de berg Karmel is ook gemaakt door Orsolino[10][8]. De laterale boogvelden zijn geschilderd door de Genuese schilder Anton Maria Vassallo.[10][8][2]
- De kapel van het Kruisbeeld, de oudste kapel van de kerk, ook gebouwd onder het beschermheerschap van de familie Doria, waar een achttiende-eeuwse processiekruisbeeld van Spaanse makelij is geplaatst. In de 20e eeuw werd het kruisbeeld naar een zijmuur verplaatst om de bouw mogelijk te maken van een nieuw altaar gewijd aan de karmelietenheilige Theresia van Lisieux na haar heiligverklaring, die in 1925 door Paus Pius XI plaatsvond.[2] In de kapel staat ook een achttiende-eeuws standbeeld van het Kindje Jezus van Praag.[2]
- De kapel van de heilige Jozef, gebouwd door de familie Pallavicini, met verfijnde vergulde stucversieringen in rococostijl, verwijzend naar de renovatie die plaatsvond in 1771. Het altaarstuk, De droom van Sint-Jozef, is geschilderd door Agostino Ciampelli, een kunstschilder uit de 17e eeuw die tot de Caravaggio-school behoorde.[10][8][9]
- De kapel van de apostel Andreas was aanvankelijk gewijd aan de profeet Elia onder het beschermheerschap van de familie Spinola.[13] De kapel werd in de 17e eeuw onder het beschermheerschap van de familie Doria doorgegeven en opnieuw gewijd aan Sint-Andreas als eerbetoon aan prins-admiraal Andrea Doria. Het altaarstuk, geschilderd door Domenico Fiasella, toont St. Andreas op weg naar het martelaarschap.[2][9][10]

In het schip liggen enkele graven uit de 16e tot de 18e eeuw.
De kerk is in het bezit van een kelk sluier geborduurd door de heilige Theresia van Avila.

### Altaar en koor
In 1775 werd het altaar volledig gerenoveerd onder het beschermheerschap van de familie Cattaneo en aangepast aan de architectonische regels van het Concilie van Trente. Toen werd het altaar gescheiden van het koor door de twee monumentale portalen, gemaakt door Francesco Maria Schiaffino, net als het grote marmeren standbeeld van De heilige Anna met het kind Maria.
In het koor hangt een groot schilderij met de afbeelding van Sint-Anna die de bruiloft van de Maagd Maria bijwoont, geschilderd in 1586 door de karmelietenbroeder Giovanni della Miseria.

### Het orgel
Het orgel is in 1852 door Nicomede Agati gemaakt en in 1992 door Alessandro Corno gerestaureerd.

### Het klooster
In het klooster waar de religieuze gemeenschap woont zijn er verschillende stukken van historisch-artistiek belang:
- Het Portret van Sint Theresia geschilderd door broeder Juan de la Miseria, een van de slechts twee levend geschilderd portretten van de heilige Theresia van Avila.[2]
- De portretgalerij met tweeëntwintig karmelietenvaders, vanaf de stichter pater Nicolaas Doria tot de 18e eeuw, leden van adellijke Genuese families zoals de Salvago, Acquarone, Durazzo, Doria, Centurione, Grimaldi en Spinola.[2]

### De tuinen
Het klooster beschikt over drie tuinen:
- De Tuin van de Put, ooit gebruikt voor de verzameling van regenwater, verfraaid een mozaïek van klinkers met een geometrisch ontwerp.[2]
- De Tuin van de Citroenen, een kleine stille tuin omgeven door een portiek, gebouwd volgens de richtlijnen van de karmelietenarchitectuur.[2]
- De Rozentuin, ooit gebruikt om kruiden te kweken voor de apotheek en tegenwoordig een weelderige rozentuin.[2] Aan het einde van de 16e eeuw, werden in deze tuin voor het eerst in Italië aardappelen geteeld, geïmporteerd door de stichter pater Nicolaas Doria nadat hij ze had gezien aan het hof van koning Philip II van Spanje.[2][4]

### De historische bibliotheek
Het klooster heeft een rijke bibliotheek. Volgens een catalogus, bewaard in het Vaticaanse Apostolische Archief, had de bibliotheek in het jaar 1600 al 800 boeken. De bibliotheek beschikt over notenhouten meubels uit het midden van de 18e eeuw.

### De apotheek
De kloosterapotheek, die al in 1650 in gebruik was, is de oudste historische winkel in Genua, en het enige voorbeeld in Italië van een echte apotheek die aan een klooster is vastgebouwd en door monniken wordt beheerd. Met behoud van de beschermd monumentale inrichting is de apotheek uitgerust met moderne laboratoria voor de bereiding van geneesmiddelen, fytotherapeutische producten, zalven, cosmetica en voedingssupplementen onder begeleiding van wetteljk gekwalificeerd personeel.

## Afbeeldingen

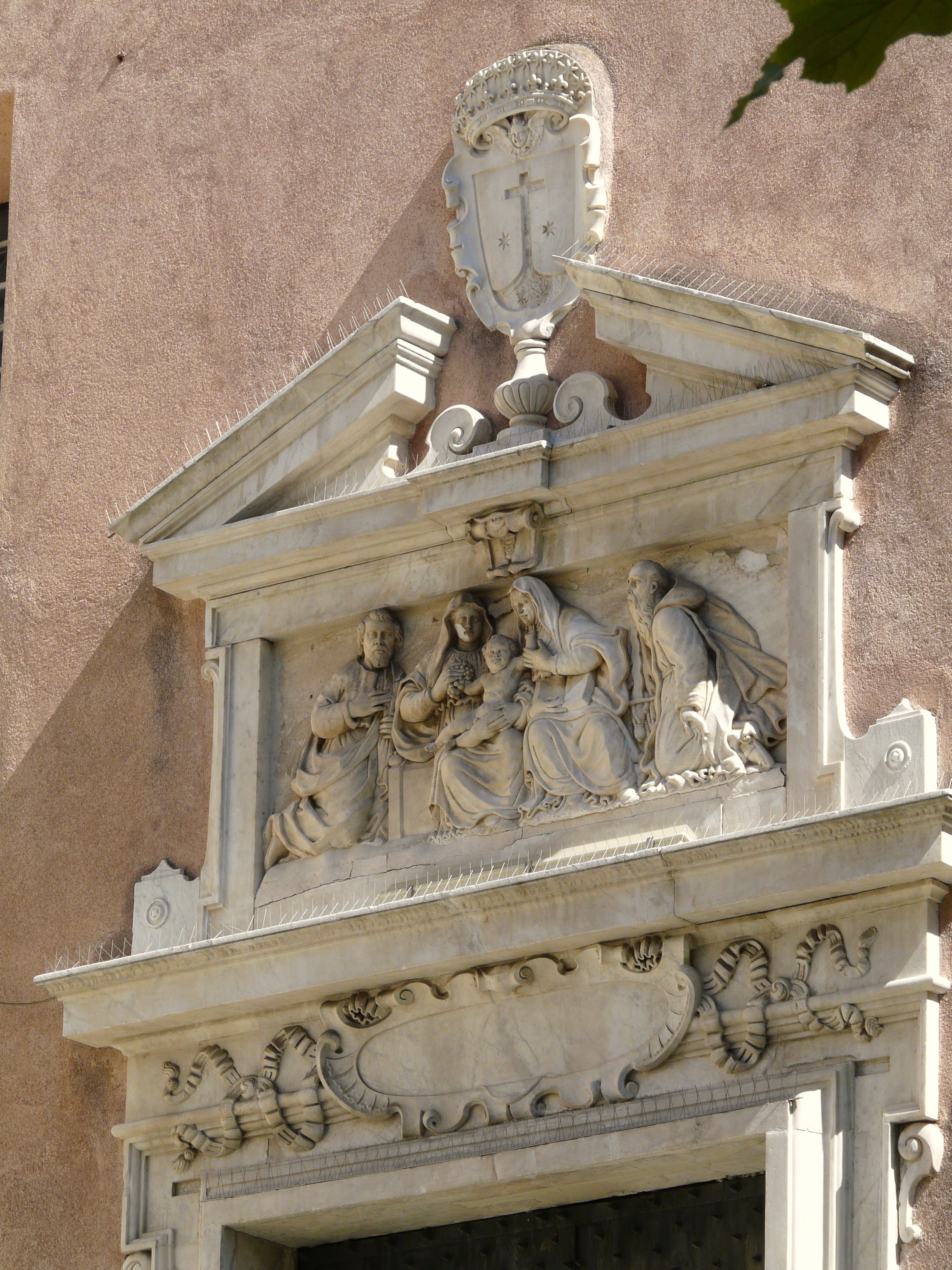
Hoofdgevel en portaal
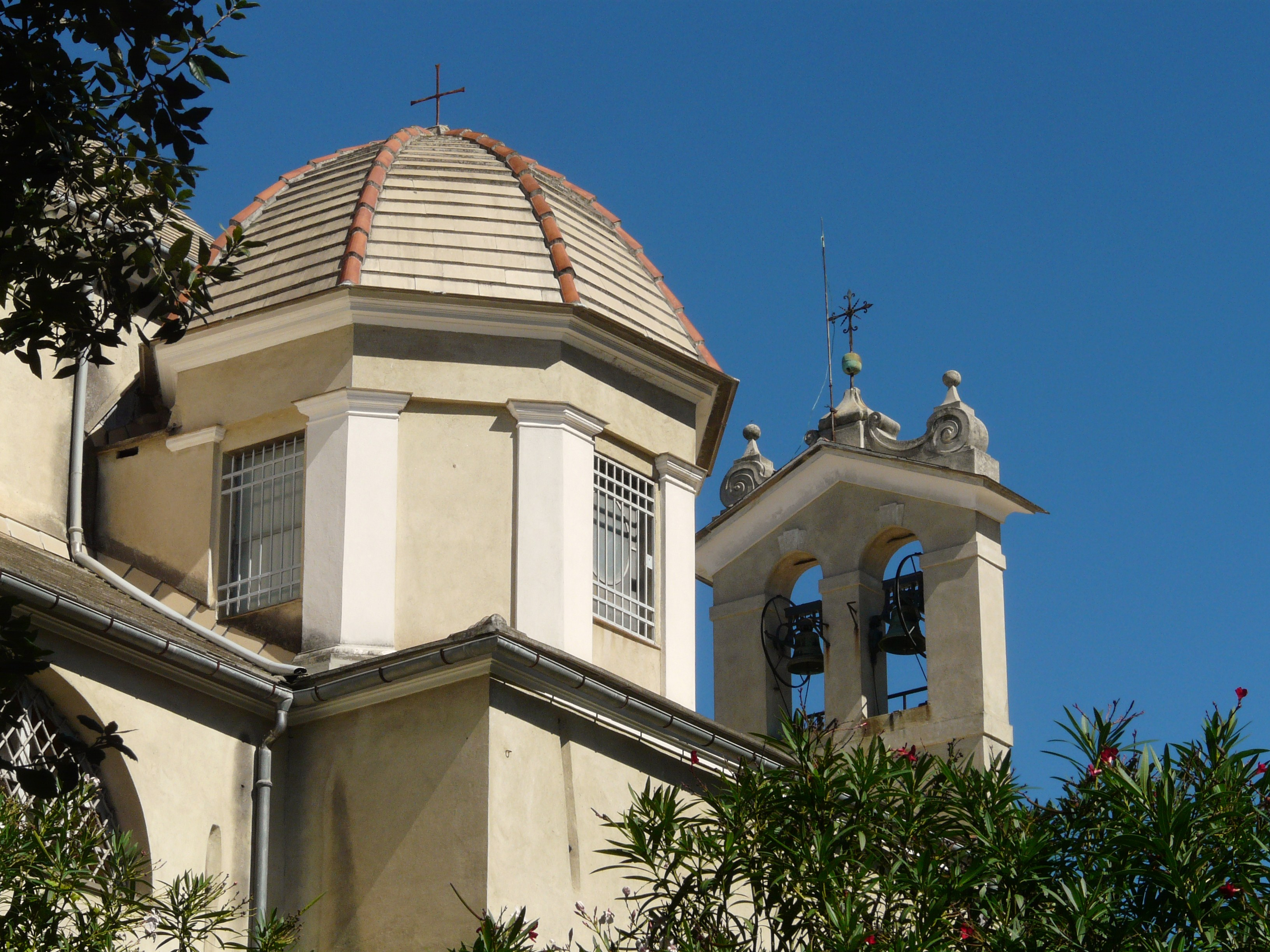
Exterieur
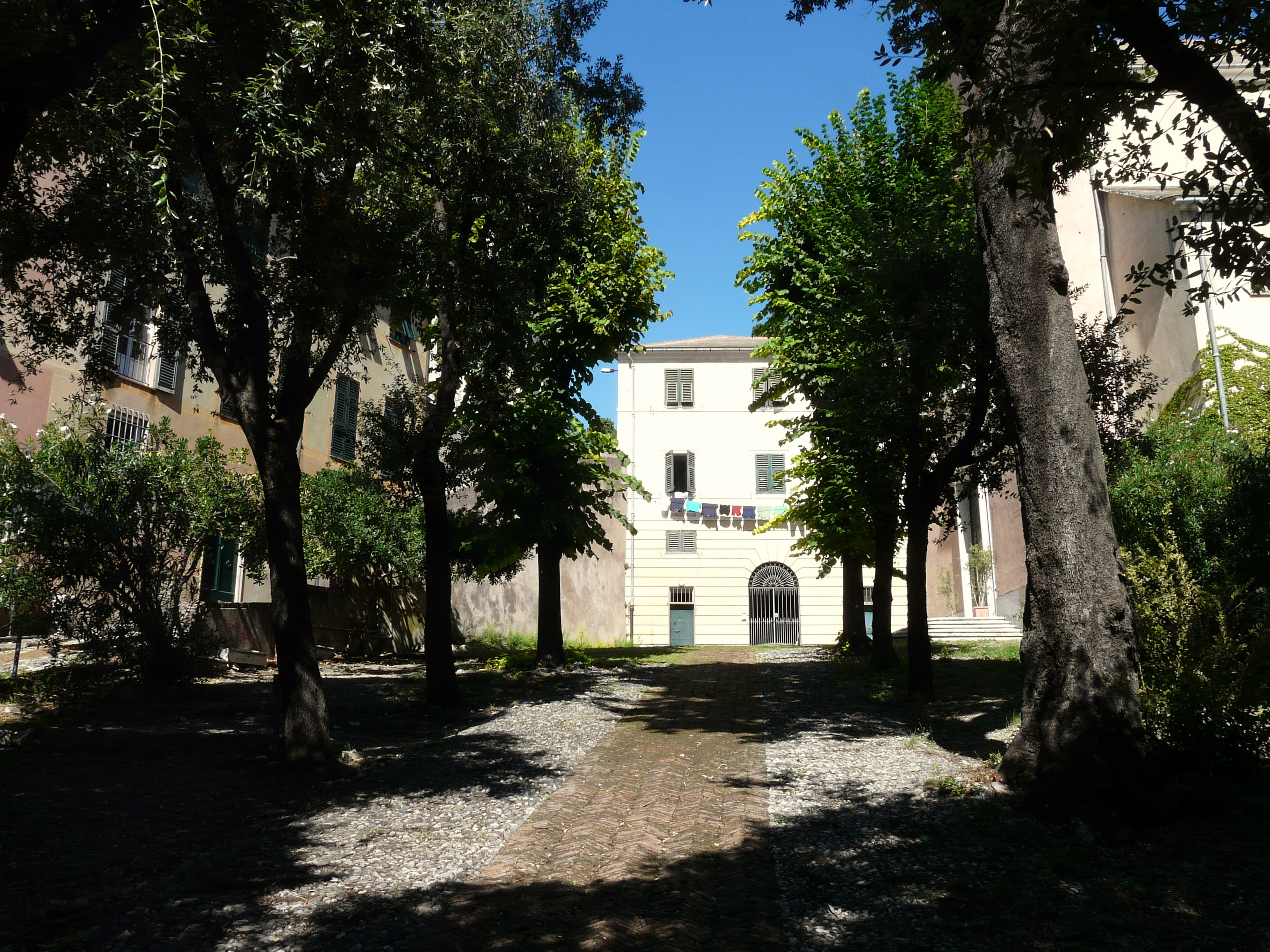
Sint-Annaplein
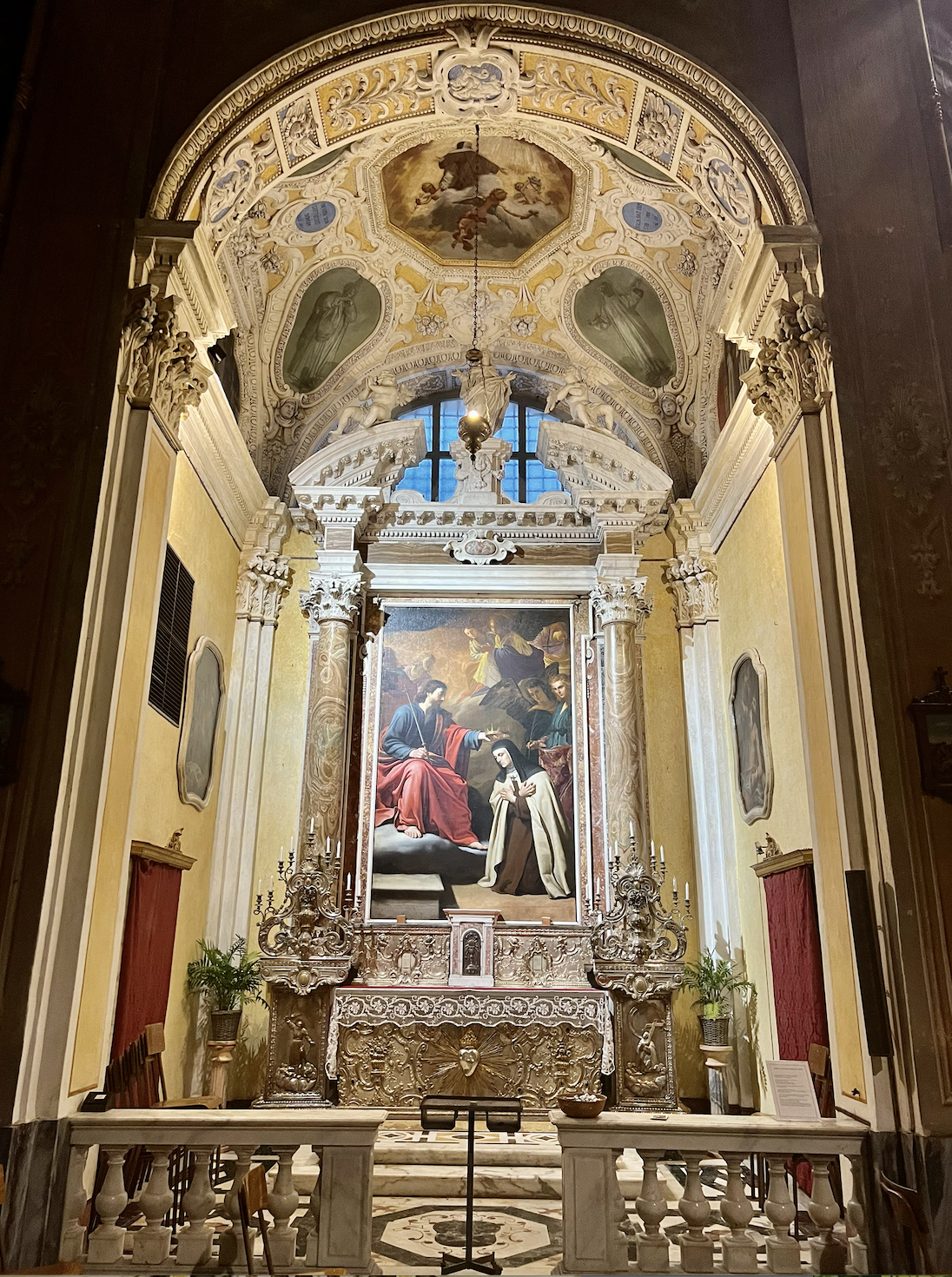
Kapel van Sint-Theresia van Avila door Tommaso Orsolino en altaarschilderij door Gerard van Honthorst
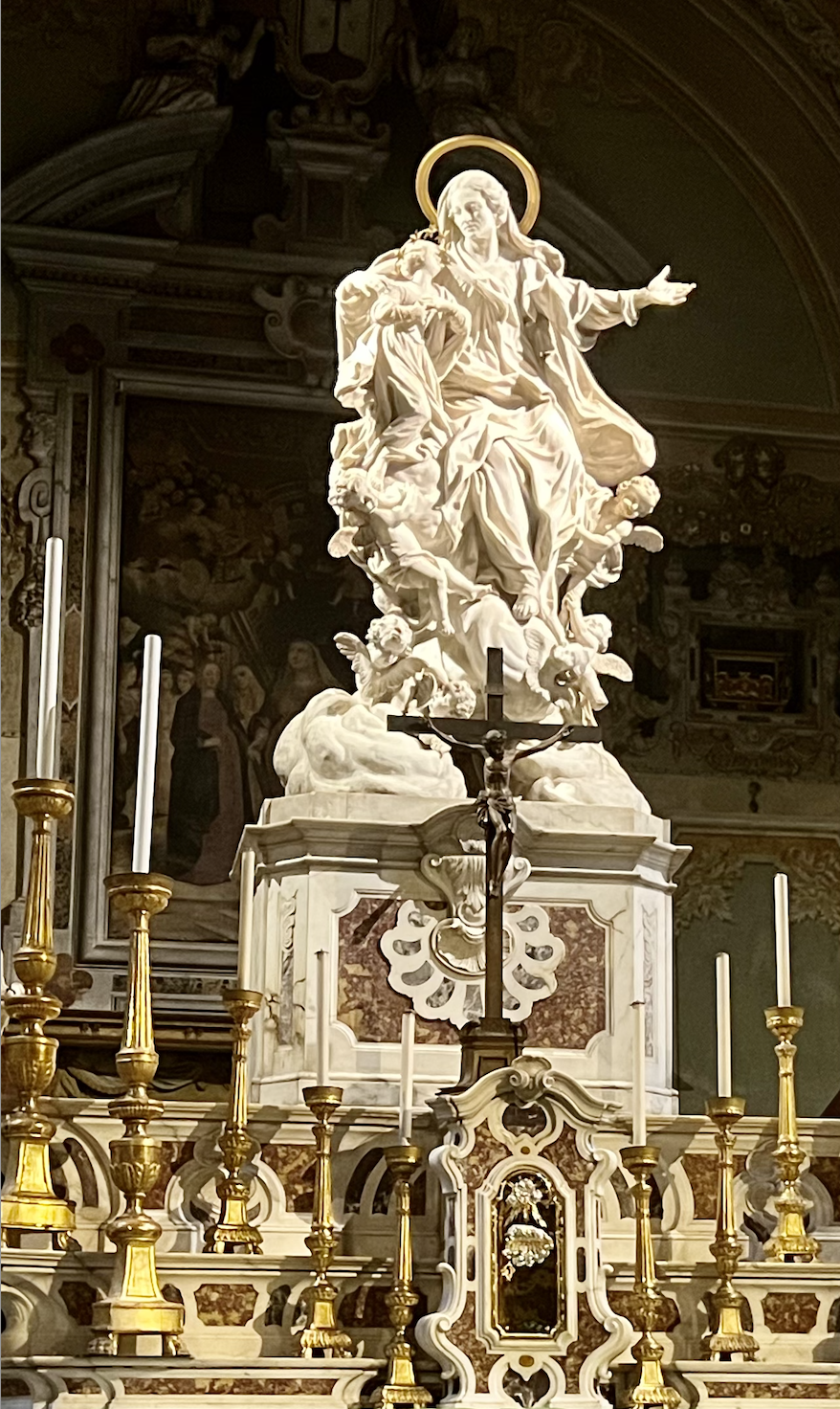
Francesco Maria Schiaffino: beeld van de heilige Anna met het kind Maria
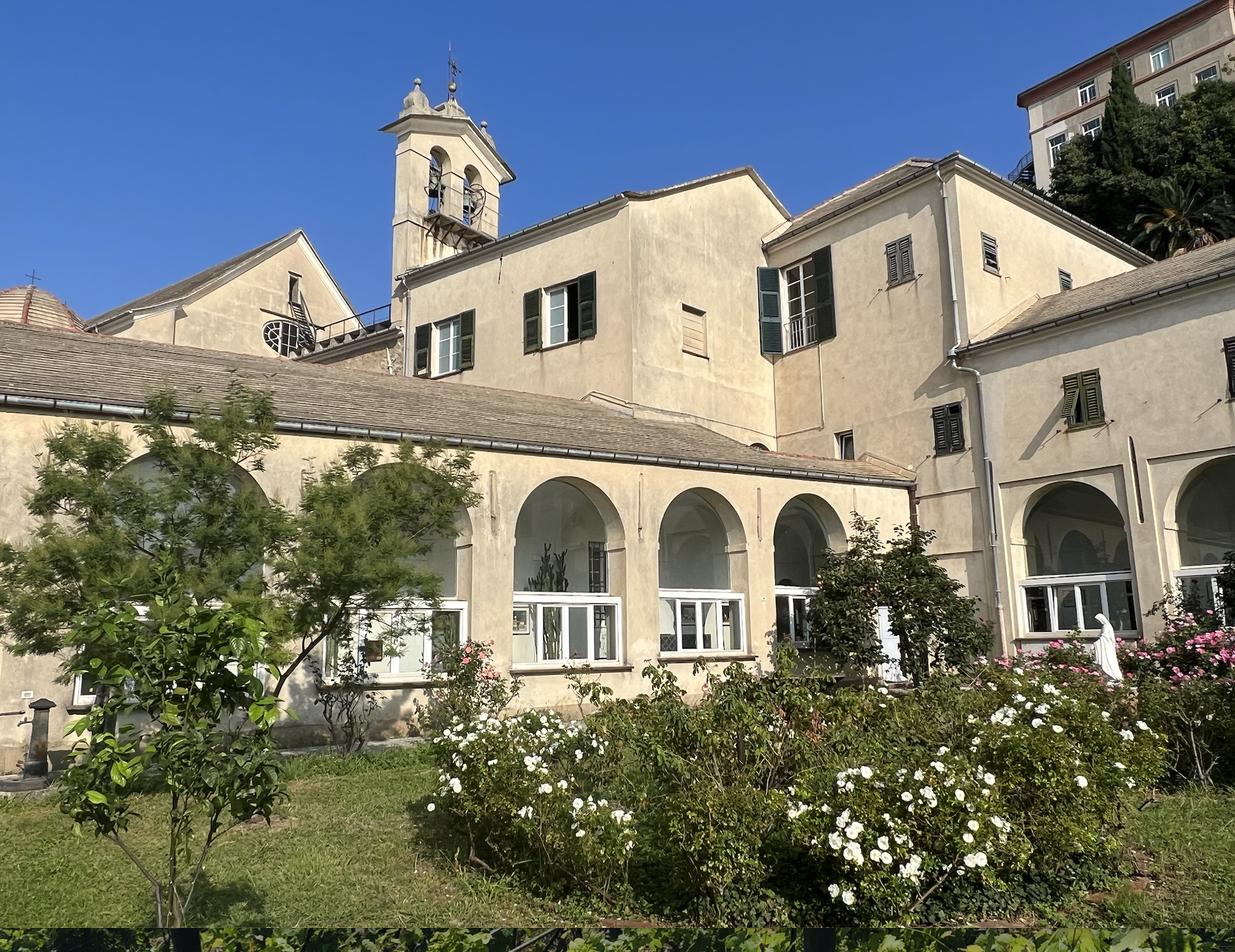
Rozentuin
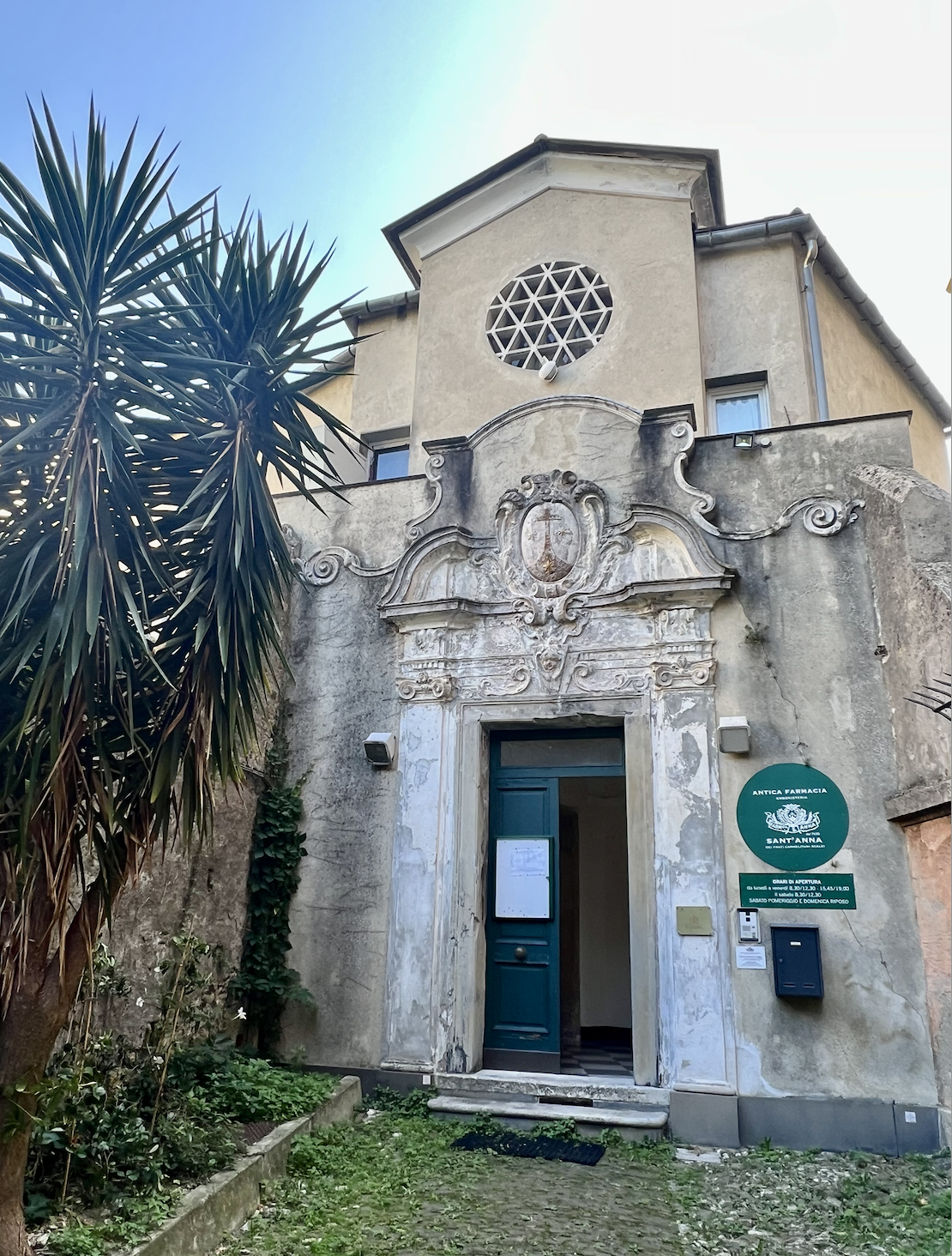
Ingang naar de Antica Farmacia Sant'Anna
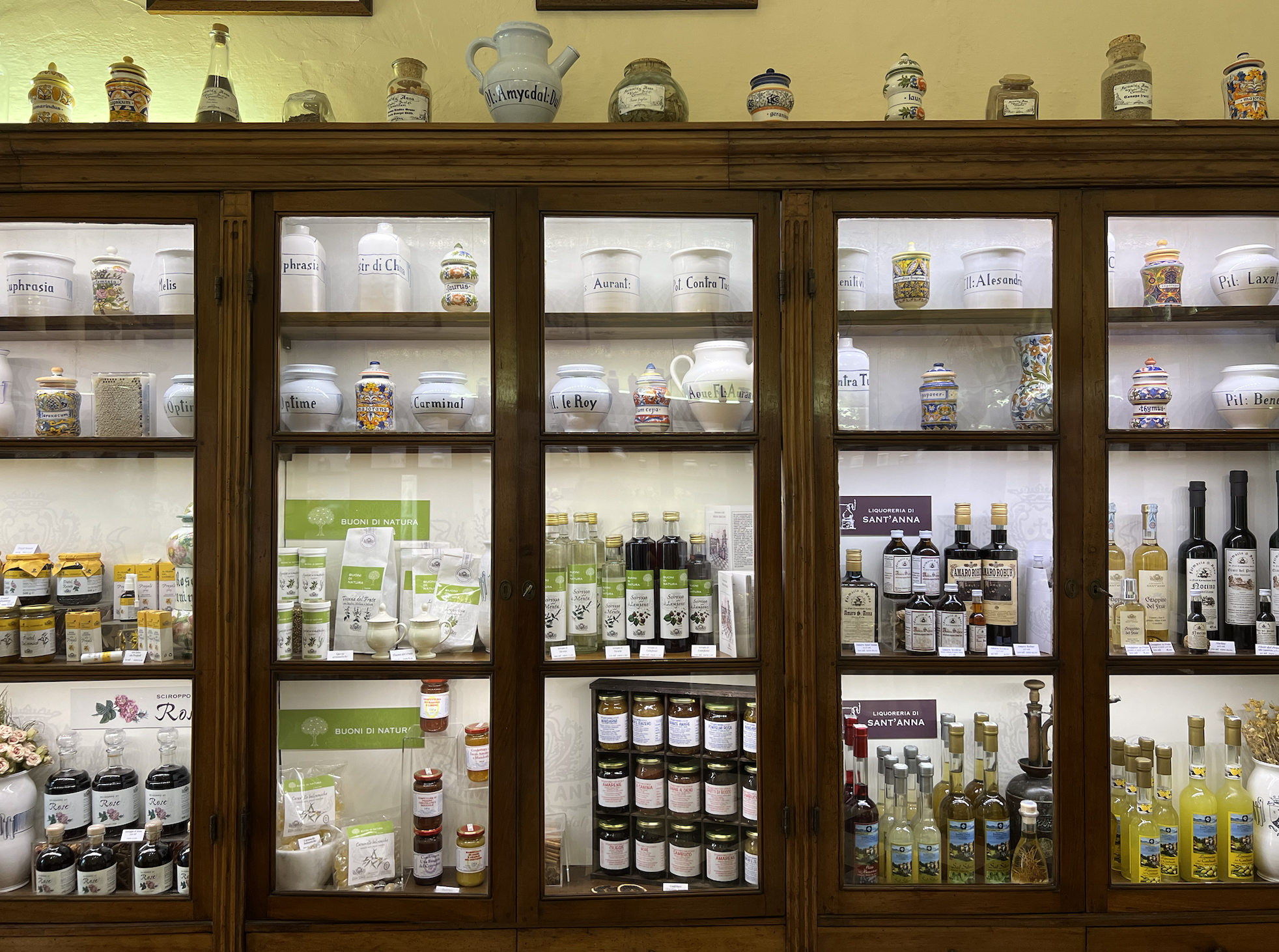
Antica Farmacia Sant'Anna in 2023